# Liste von Schiffen mit dem Namen San Giorgio
Den Namen San Giorgio erhielten mehrere Kriegsschiffe italienischer Marinen.

## Herkunft
Die Schiffe wurden benannt nach dem heiligen Georg. Er war ein Märtyrer, der zu Beginn der Christenverfolgung unter Kaiser Diokletian (284–305) gestorben sein soll.

## Namensträger
| Bezeichnung | Schiffsart                                 | Klasse / Typ           | Baujahr | Bauwerft                                 | Eigner           | Dienstzeit | Verbleib                       |
| ----------- | ------------------------------------------ | ---------------------- | ------- | ---------------------------------------- | ---------------- | ---------- | ------------------------------ |
| San Giorgio | Linienschiff                               | Leon Trionfante        | 1785    | Venedig                                  | Republik Venedig |            |                                |
| San Giorgio | Panzerkreuzer                              | San Giorgio            | 1908    | Real Cantiere di Castellammare di Stabia | Regia Marina     | 1908–1941  | 1941 in Tobruk selbst versenkt |
| San Giorgio | Kreuzer                                    | Capitani-Romani-Klasse | 1956    |                                          | Marina Militare  |            |                                |
| San Giorgio | Docklandungsschiff (Landing Platform Dock) | San-Giorgio-Klasse     | 1987    | Cantiere navale di Riva Trigoso          | Marina Militare  |            | in Fahrt                       |

Neben den Kriegsschiffen trägt auch eine Schnellfähre den Namen  San Giorgio.